# Pim Wessels
 (janvier 2019).
Si vous disposez d'ouvrages ou d'articles de référence ou si vous connaissez des sites web de qualité traitant du thème abordé ici, merci de compléter l'article en donnant les références utiles à sa vérifiabilité et en les liant à la section « Notes et références ».
 (janvier 2019).
Pour les articles homonymes, voir Wessels.
Pim Wessels, né Maurice Pepijn Wessels le 17 mai 1991 à Apeldoorn,, est un acteur et doubleur néerlandais.

## Filmographie

### Cinéma, téléfilms et doublage
- 2005 : De Tofu's (nl) : Chichi
- 2006-2008 : Sprookjesboom (nl) : Klein Duimpje
- 2007 : De scheepsjongens van Bontekoe (nl) : Hajo
- 2008 : Radeloos (nl) : Johan
- 2009 : De hoofdprijs (nl) : André Moes
- 2010 : Wizards of Waverly Place : MacGruber
- 2010 : Zeke & Luther : Rôles secondaires
- 2010 : Truffe et le château hanté : Jaap
- 2010-2011 : Amazing Spies : Marc
- 2010-2011 : SpangaS : Rudolf Noltenius
- 2011 : Phil of the Future : Phil
- 2011 : Frenemies : Lance
- 2011 : Shadow & moi : Anthony
- 2011 : Van God Los (nl) : Steven
- 2011 : Seinpost Den Haag (nl) : Donald Janssen
- 2011-2012 : Kickin' It : Rôles secondaires
- 2012 : Really Me (en) : Scott
- 2012 : My Babysitter's a Vampire (nl) : Ethan
- 2013 : De blauwe bank : Mick Timmer
- 2013-2014 : H2O: Just Add Water : Lewis
- 2014 : Johan: logisch is anders (nl) : Jordi
- 2014 : DoodSpoor : L'apprentie
- 2014-2015 : Verhekst! : Daniel Miller
- 2014-2015 : Chica vampiro : Benjamin
- 2018 : Zwaar Verliefd! (nl) : Robin
- 2018 : Familie Kruys (nl) : Lui-même